# Championnats britanniques de triathlon
Les championnats britanniques de triathlon ont lieu tous les ans.

## Palmarès du championnat britannique courte distance élite
| Année | Lieu                                                       | Catégorie                                                  | Hommes                                                     | Hommes                                                     | Hommes                                                     | Catégorie                                                  | Femmes                                                     | Femmes                                                     | Femmes                                                     |    |               |  |  |
| ----- | ---------------------------------------------------------- | ---------------------------------------------------------- | ---------------------------------------------------------- | ---------------------------------------------------------- | ---------------------------------------------------------- | ---------------------------------------------------------- | ---------------------------------------------------------- | ---------------------------------------------------------- | ---------------------------------------------------------- | -- | ------------- |  |  |
| Année | Lieu                                                       | Catégorie                                                  | 1983                                                       |                                                            | DO                                                         | Catégorie                                                  | Jim Woods                                                  |                                                            |                                                            | DO | Julia Kendall |  |  |
| 1984  |                                                            | DO                                                         | Mike Harris                                                |                                                            |                                                            | DO                                                         | Caron Groves                                               |                                                            |                                                            |    |               |  |  |
| 1985  |                                                            | DO                                                         | Peter Moysey                                               |                                                            |                                                            | DO                                                         | Sarah Springman                                            |                                                            |                                                            |    |               |  |  |
| 1986  |                                                            | DO                                                         | Glenn Cook                                                 |                                                            |                                                            | DO                                                         | Sarah Springman                                            |                                                            |                                                            |    |               |  |  |
| 1987  |                                                            | DO                                                         | Mike Harris                                                |                                                            |                                                            | DO                                                         | Sarah Springman                                            |                                                            |                                                            |    |               |  |  |
| 1988  |                                                            | DO                                                         | Mark Marabini                                              |                                                            |                                                            | DO                                                         | Sarah Springman                                            |                                                            |                                                            |    |               |  |  |
| 1989  |                                                            | DO                                                         | Glenn Cook                                                 |                                                            |                                                            | DO                                                         | Sarah Coope                                                |                                                            |                                                            |    |               |  |  |
| 1990  |                                                            | DO                                                         | Glenn Cook                                                 |                                                            |                                                            | DO                                                         | Sally Ilkin                                                |                                                            |                                                            |    |               |  |  |
| 1991  |                                                            | DO                                                         | Spencer Smith                                              |                                                            |                                                            | DO                                                         | Sarah Coope                                                |                                                            |                                                            |    |               |  |  |
| 1992  |                                                            | DO                                                         | Simon Lessing                                              |                                                            |                                                            | DO                                                         | Sarah Springman                                            |                                                            |                                                            |    |               |  |  |
| 1993  |                                                            | DO                                                         | Spencer Smith                                              |                                                            |                                                            | DO                                                         | Helen Cawthorne                                            |                                                            |                                                            |    |               |  |  |
| 1994  |                                                            | DO                                                         | Steve Burton                                               |                                                            |                                                            | DO                                                         | Alison Hollington                                          |                                                            |                                                            |    |               |  |  |
| 1995  |                                                            | DO                                                         | Spencer Smith                                              |                                                            |                                                            | DO                                                         | Loretta Sollars                                            |                                                            |                                                            |    |               |  |  |
| 1996  |                                                            | DO                                                         | Richard Allen                                              |                                                            |                                                            | DO                                                         | Rachel Corne                                               |                                                            |                                                            |    |               |  |  |
| 1997  |                                                            | DO                                                         | Tim Stewart                                                |                                                            |                                                            | DO                                                         | Sian Brice                                                 |                                                            |                                                            |    |               |  |  |
| 1998  |                                                            | DO                                                         | Andrew Johns                                               |                                                            |                                                            | DO                                                         | Steph Forrester                                            | Sian Brice                                                 |                                                            |    |               |  |  |
| 1999  |                                                            | DO                                                         | Richard Allen                                              |                                                            |                                                            | DO                                                         | Heather Williams                                           |                                                            |                                                            |    |               |  |  |
| 2000  |                                                            | DO                                                         | Marc Jenkins                                               |                                                            |                                                            | DO                                                         | Jodie Swallow                                              |                                                            |                                                            |    |               |  |  |
| 2001  | Salford                                                    | DO                                                         | Richard Stannard                                           | Richard Allen                                              | Marc Jenkins                                               | DO                                                         | Jodie Swallow                                              | Leanda Cave                                                | Henrietta Freeman                                          |    |               |  |  |
| 2002  | Stockton                                                   | DO                                                         | Simon Lessing                                              | Marc Jenkins                                               | Richard Allen                                              | DO                                                         | Jodie Swallow                                              | Michelle Dillon                                            | Julie Dibens                                               |    |               |  |  |
| 2003  | Swansea                                                    | DO                                                         | Marc Jenkins                                               | Tim Don                                                    | Richard Stannard                                           | DO                                                         | Michelle Dillon                                            | Leanda Cave                                                | Jessica Harrison                                           |    |               |  |  |
| 2004  | Liverpool                                                  | DO                                                         | Tim Don                                                    | Stuart Hayes                                               | Richard Stannard                                           | DO                                                         | Liz Blatchford                                             | Michelle Dillon                                            | Leanda Cave                                                |    |               |  |  |
| 2005  | Salford                                                    | DO                                                         | Tim Don                                                    | Stuart Hayes                                               | Andrew Johns                                               | DO                                                         | Liz Blatchford                                             | Helen Jenkins                                              | Leanda Cave                                                |    |               |  |  |
| 2006  | Windsor                                                    | DO                                                         | Tim Don                                                    | William Clarke                                             |                                                            | DO                                                         | Helen Tucker                                               | Vanessa Raw                                                | Anneliese Heard                                            |    |               |  |  |
| 2007  | Tredegar                                                   | DO                                                         | Tim Don                                                    | Andrew Johns                                               | Stuart Hayes                                               | Sprint                                                     | Julie Dibens                                               | Andrea Whitcombe                                           | Rosie Clarke                                               |    |               |  |  |
| 2008  | Tredegar                                                   | DO                                                         | William Clarke                                             | Tim Don                                                    | Alistair Brownlee                                          | DO                                                         | Hollie Avil                                                | Liz Blatchford                                             | Andrea Whitcombe                                           |    |               |  |  |
| 2009  | Strathclyde                                                | DO                                                         | William Clarke                                             | Aaron Harris                                               | Dann Brook                                                 | DO                                                         | Jodie Swallow                                              | Kerry Lang                                                 |                                                            |    |               |  |  |
| 2010  | Tredegar                                                   | S                                                          | Tim Don                                                    | Stuart Hayes                                               | Thomas Bishop                                              | Sprint                                                     | Jodie Stimpson                                             | Jacqueline Slack                                           | Helen Jenkins                                              |    |               |  |  |
| 2011  | Windsor                                                    | M                                                          | Thomas Bishop                                              | Aaron Harris                                               | Matthew Sharp                                              | M                                                          | Lois Rosindale                                             | Aileen Morrison                                            | Lucy Chittenden                                            |    |               |  |  |
| 2012  | Championnat annulé pour cause de Jeux olympiques à Londres | Championnat annulé pour cause de Jeux olympiques à Londres | Championnat annulé pour cause de Jeux olympiques à Londres | Championnat annulé pour cause de Jeux olympiques à Londres | Championnat annulé pour cause de Jeux olympiques à Londres | Championnat annulé pour cause de Jeux olympiques à Londres | Championnat annulé pour cause de Jeux olympiques à Londres | Championnat annulé pour cause de Jeux olympiques à Londres | Championnat annulé pour cause de Jeux olympiques à Londres |    |               |  |  |
| 2013  | Liverpool                                                  | S                                                          | Calum Johnson                                              | Grant Sheldon                                              | Fergus Roberts                                             | Sprint                                                     | Emma Pallant                                               | Heather Sellars                                            | Sophie Coldwell                                            |    |               |  |  |
| 2014  | Windsor                                                    | M                                                          | Mark Buckingham                                            | David Bishop                                               | Iestyn Harrett                                             | M                                                          | Emma Pallant                                               | Jenny Manners                                              | Lucy Smith                                                 |    |               |  |  |
| 2015  | Londres                                                    | M                                                          | Liam Lloyd                                                 | David Bishop                                               | Iestyn Harrett                                             | M                                                          | Helen Jenkins                                              | Emma Pallant                                               | Fenella Langridge                                          |    |               |  |  |
| 2016  | Liverpool                                                  | S                                                          | Adam Bowden                                                | Ben Dijkstra                                               | Thomas Bishop                                              | S                                                          | Jessica Learmonth                                          | Heather Sellars                                            | Olivia Mathias                                             |    |               |  |  |